# イングリッシュ・マフィン

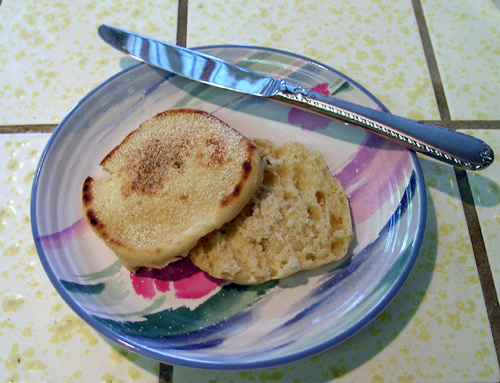
イングリッシュ・マフィン

イングリッシュ・マフィン（米: English muffin ）は、酵母で発酵させた丸いパンであり、コーンミール（トウモロコシ粉）がまぶされる。北アメリカ、イギリスの朝食で食べられ、他の塩分のある朝食メニューのベーコン、目玉焼き、ソーセージと共に食べられる。アメリカの菓子マフィンとは区別される。

## 製法
イングリッシュ・マフィンは、クランペットよりもパンに近いが、イギリス、オーストラリアおよびニュージーランドでは共に単にマフィンと呼ばれる。イングリッシュ・マフィンは柔らかく小麦、牛乳、酵母、砂糖と塩を練った生地で作る。これを寝かせて、丸めて形を作り、再び寝かせる。イングリッシュ・マフィンは通常オーブンで調理するが、グリルやトースターで焼き直す場合もある。

## 使用
イングリッシュ・マフィンはアメリカ合衆国、イギリス、カナダ、ニュージーランド、およびオーストラリアで広く売られている。また、アメリカのファストフード店の朝食メニューとして世界的に販売される。通常トーストしてバターやジャムをのせる。トーストする場合は二枚に裂いて焼くが、裂く時はナイフなどを使わずに、外周にフォークを刺して一周ぐるりと切目を入れ、そこから手で裂いてトーストすると、独特のカリカリ感と香ばしさが楽しめる。また、肉（ベーコン、ハム、ソーセージ）、卵（目玉焼き、スクランブルエッグ、ポーチドエッグ、蒸し卵）やチーズの朝食サンドイッチに使用される。伝統的なニューヨークのブランチ料理、エッグベネディクトの主要材料である。
通常のパンよりも水分含有量が多くカビやすいので、冷蔵庫に保存してなるべく早く使い切るのが好ましい。